# 太鼓の達人 タタコンでドドンがドン

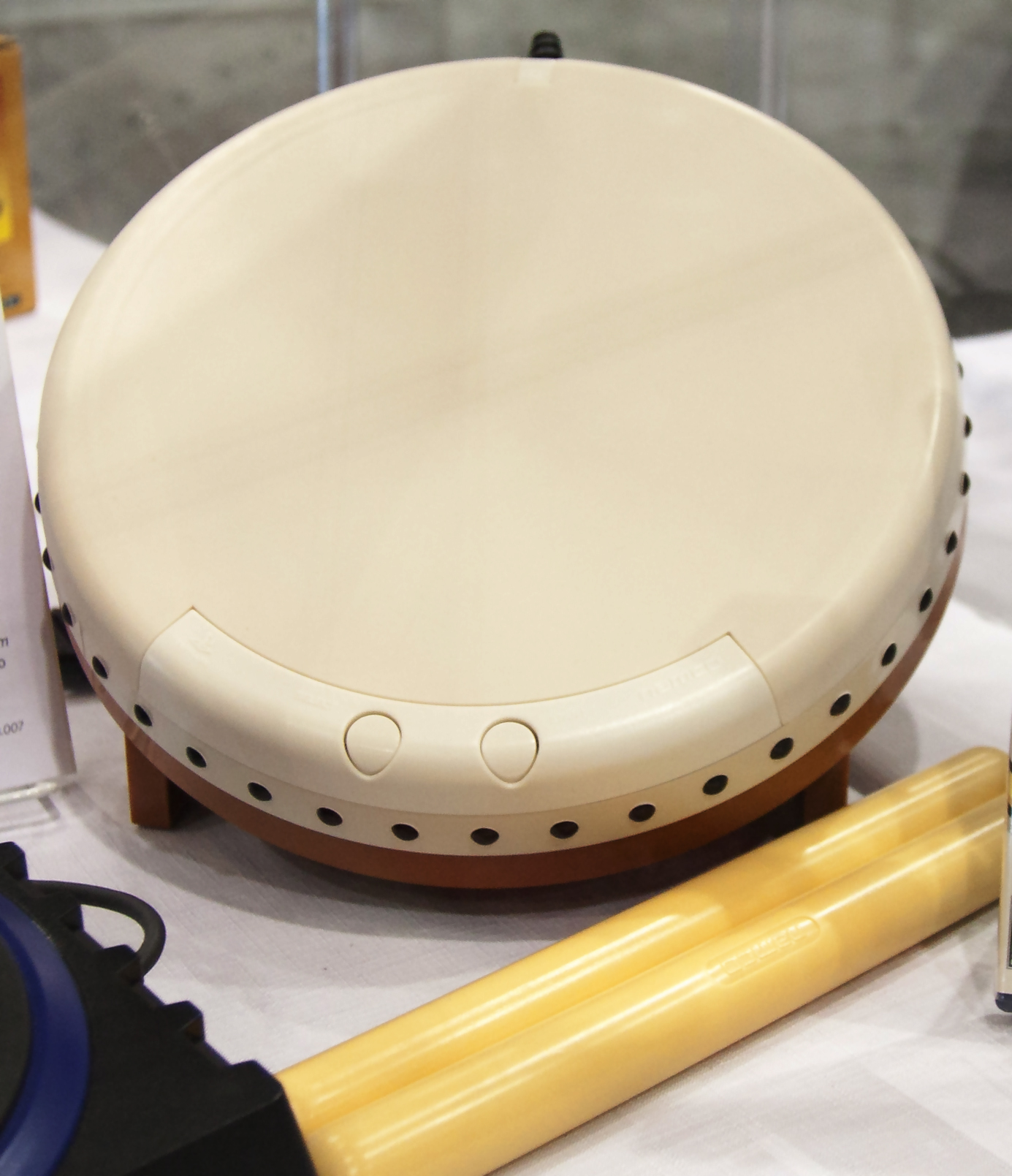
タタコン

『太鼓の達人 タタコンでドドンがドン』は、2002年10月24日にナムコより発売されたコンピュータゲームである。
本作は『太鼓の達人』の家庭用ゲーム機ソフト第一弾であり、通常のコントローラに加え、太鼓を模した専用のコントローラ・タタコンで遊ぶことも可能である。
アーケード版と同様のモードに加え、コースごとに一定数の曲を演奏するサバイバルモードや、100メートル走などのミニゲームが収録されている。

## 開発
アーケード版が稼働して半年後、家庭用ゲーム機への移植の話が持ち上がり、話し合いの末、太鼓型コントローラ・タタコンの導入が決まった。
最初に販売部門へ提出された試作品は真っ白な模型そのものだったため、販売部門からの反応はいまいちだったが、試作品が太鼓に近づくにつれ、社内でもその企画が受け入れられていった。
基本的なシステムはアーケード版と同じくするという方針が立てられた一方、高価なソフトを長期的に遊ぶという家庭用ゲーム機のプレイスタイルに合わせるため、ミニゲームなどが取り入れられた。

## ものがたり
2000年の春。高名な太鼓達人が、太鼓魂を込めてふたつの和太鼓を作り、和田どん&和田かつが誕生しました。2匹は日本中に和太鼓魂を広めるために上京し、「太鼓の達人」というアーケードゲームを作り、そしてみんなに太鼓の魅力を伝えていきました。そんなある日のこと……、「もっともっと、多くの人に太鼓の魅力を知ってほしいドン！」「そうだ、家庭用でもつくってみるドン！」。どんとかつの、新たな挑戦が始まりました。「太鼓の達人」、ついに家庭用に登場です。

## 音楽
本作の主題歌は高橋洋子が歌う「虹色・夢色・太鼓色」であり、作中でも演奏が可能である。
収録曲
どんちゃん音頭　本作のエンディング曲の一つ。
すすめ！ドリラー「ミスタードリラー グレート」主題歌
どんちゃんえかき歌　本作のエンディング曲の一つ。
クラシック　新世界より
ドラえもん音頭
Mr.Moonlight～愛のビッグバンド～
STEPPING WIND 「風のクロノア2 世界が望んだ忘れもの」のミラ・ミラ大雪山ステージのBGM。
PIECES OF A DREAM
たのしい太鼓道場（隠し曲）
おさかな天国
炭坑節
ハム太郎とっとこうた
もじぴったんメドレー「ことばのパズル もじぴったん」のBGMメドレー。
ミニモニ。テレフォン！リンリンリン
LOVEマシーン
ハロー！どんちゃん　本作のエンディング曲。
虹色・夢色・太鼓色
マッピー音頭「マッピー」のBGMを音頭風にアレンジした曲。
ルパン三世のテーマ '78
夏祭り
traveling
Marionette-マリオネット--
ガッチャマンの歌
サザエさん一家
ラブリーX（隠し曲）「ニューラリーX」のBGMをアレンジした曲。
ゴーゴー・キッチン（隠し曲）
クラシックメドレー (ロック編)（隠し曲）
太鼓侍（隠し曲）
風雲！バチお先生（隠し曲）

## 反響
本作は、アーケードと同様のプレイを楽しめる点が注目された。
タタコン同梱版は販売から間もなく品切れとなり、海外で生産されているタタコンが入荷されるまでの間、タタコンがオークションで高く売られていることもあった。

## 評価
本作は、コンピュータエンターテインメント協会の第6回（2002年）日本ゲーム大賞で優秀賞を受賞し、続く第7回（2003年）日本ゲーム大賞では最優秀賞を受賞した。2009年には「文化庁メディア芸術祭浜松展」にてプレイアブル出展された
2004年10月1日、日本産業デザイン振興会主催の"2004年度グッドデザイン賞"が発表された。受賞したのは、ナムコPlayStation 2ソフトの『塊魂』、太鼓の達人専用周辺機器の『タタコン』、福祉機器『トーキングエイドIT』の3商品。ゲームソフトがグッドデザイン賞を受賞するのは初めてとなる。
4Gamer.netのまりメラは、遊んでいた当時は楽曲の選定について気にしていなかったものの、いま改めて振り返ると老若男女が楽しめる選曲だったと語っている。また、まりメラは、アーケード版と同様のモードに加え、サバイバルモードやミニゲーム集のおかげで飽きることがなかったと評価している。